# Liste der Monuments historiques in La Lande-Chasles
Die Liste der Monuments historiques in La Lande-Chasles führt die Monuments historiques in der französischen Gemeinde La Lande-Chasles auf.

## Liste der Bauwerke
| Bezeichnung    | Beschreibung              | Standort | Kennzeichnung | Schutzstatus | Datum | Bild |
| -------------- | ------------------------- | -------- | ------------- | ------------ | ----- | ---- |
| Kirche St-Jean | Erbaut im 12. Jahrhundert | (Lage)   | PA00109145    | Inscrit      | 1984  |      |

## Liste der Objekte
- Monuments historiques (Objekte) in La Lande-Chasles in der Base Palissy des französischen Kultusministeriums